# Austroglanis sclateri
Austroglanis sclateri és una espècie de peix de la família dels austroglanídids i de l'ordre dels siluriformes.

## Morfologia
- Els mascles poden assolir 30 cm de longitud total.[2][3]

## Alimentació
Menja invertebrats, especialment insectes. Els exemplars més grossos també mengen peixets.

## Hàbitat
És un peix d'aigua dolça i de clima subtropical.

## Distribució geogràfica
Es troba a Sud-àfrica (rius Orange i Vaal), Lesotho i Namíbia.